# Van Limburg Stirumweg (Oosterbeek)
De Van Limburg Stirumweg is een straat in de Nederlandse plaats Oosterbeek. Deze straat loopt vanaf de Johannahoeveweg en de Dreijenseweg tot de Amsterdamseweg en de N224. Zijweg van de Van Limburg Stirumweg is de Loopbergseweg evenwijdig aan de spoorlijn Utrecht - Arnhem. De Van Limburg Stirumweg is ongeveer 1600 meter lang. De straat is vernoemd naar voormalig eigenaar van landgoed de Lichtenberg, Jan Pieter Adolf Graaf van Limburg Stirum (1867-1902).
Er bevinden zich aan de Van Limburg Stirumweg drie begraafplaatsen, dat zijn de Oorlogsbegraafplaats Airborne War Cemetery en de Algemene Begraafplaatsen Zuid en Noord.

## Trivia
Er bevindt zich nog een begraafplaats in Oosterbeek: de historische begraafplaats aan de Fangmanweg bij het centrum.

## Fotogalerij

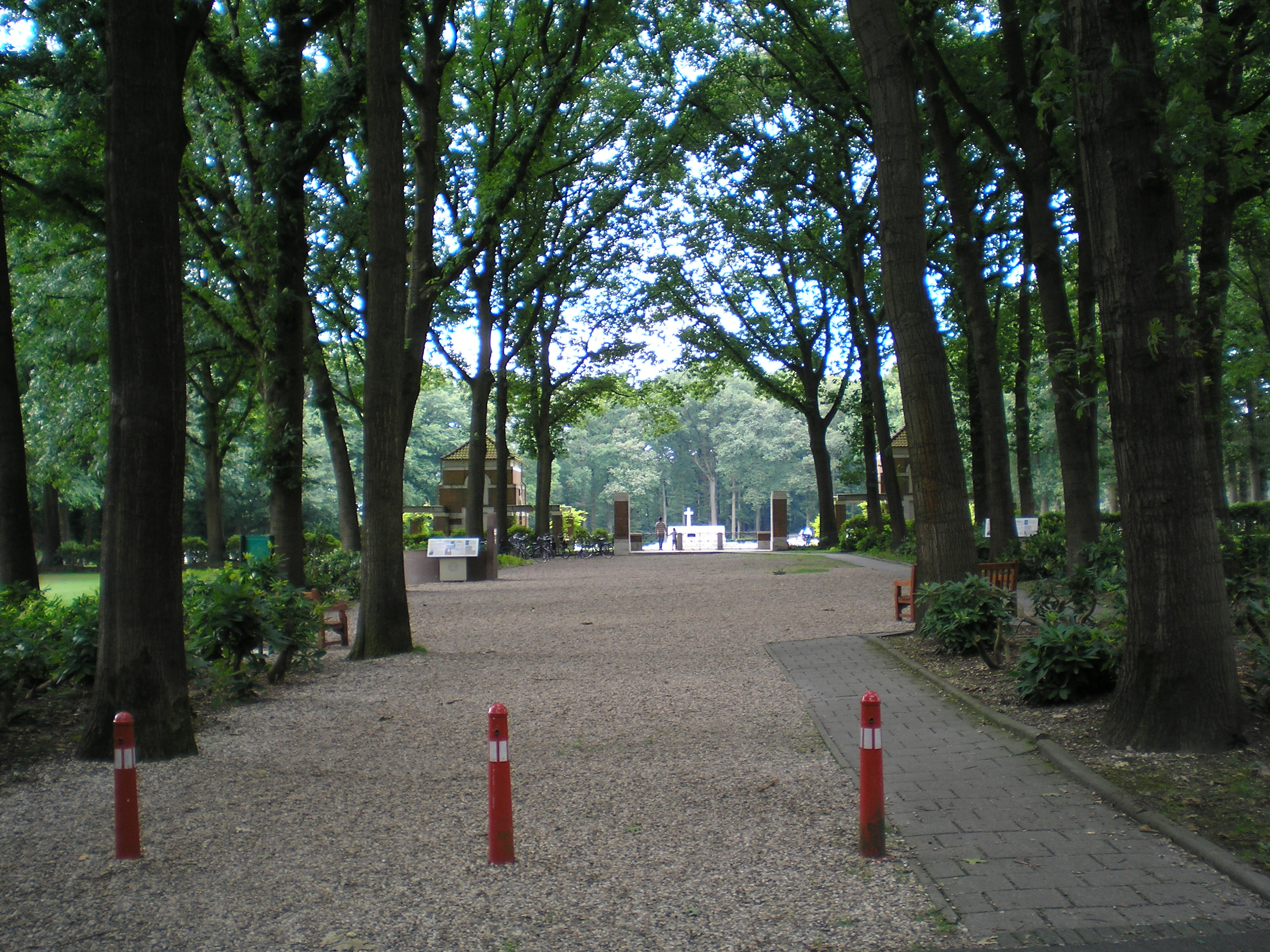
Ingang militaire begraafplaats Airborne War Cemetery aan de Van Limburg Stirumweg
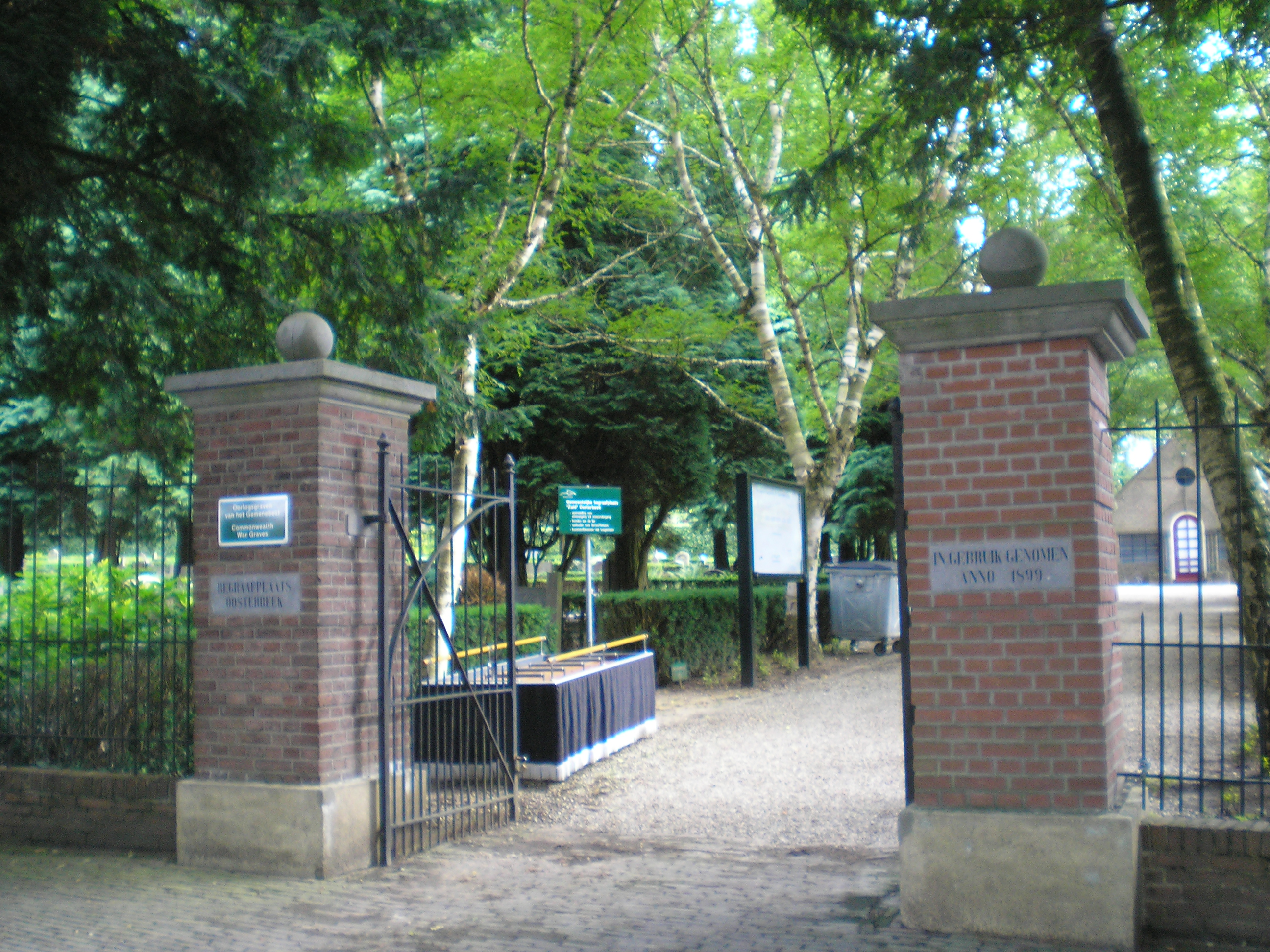
Ingang Algemene Begraafplaats Zuid aan de Van Limburg Stirumweg 35
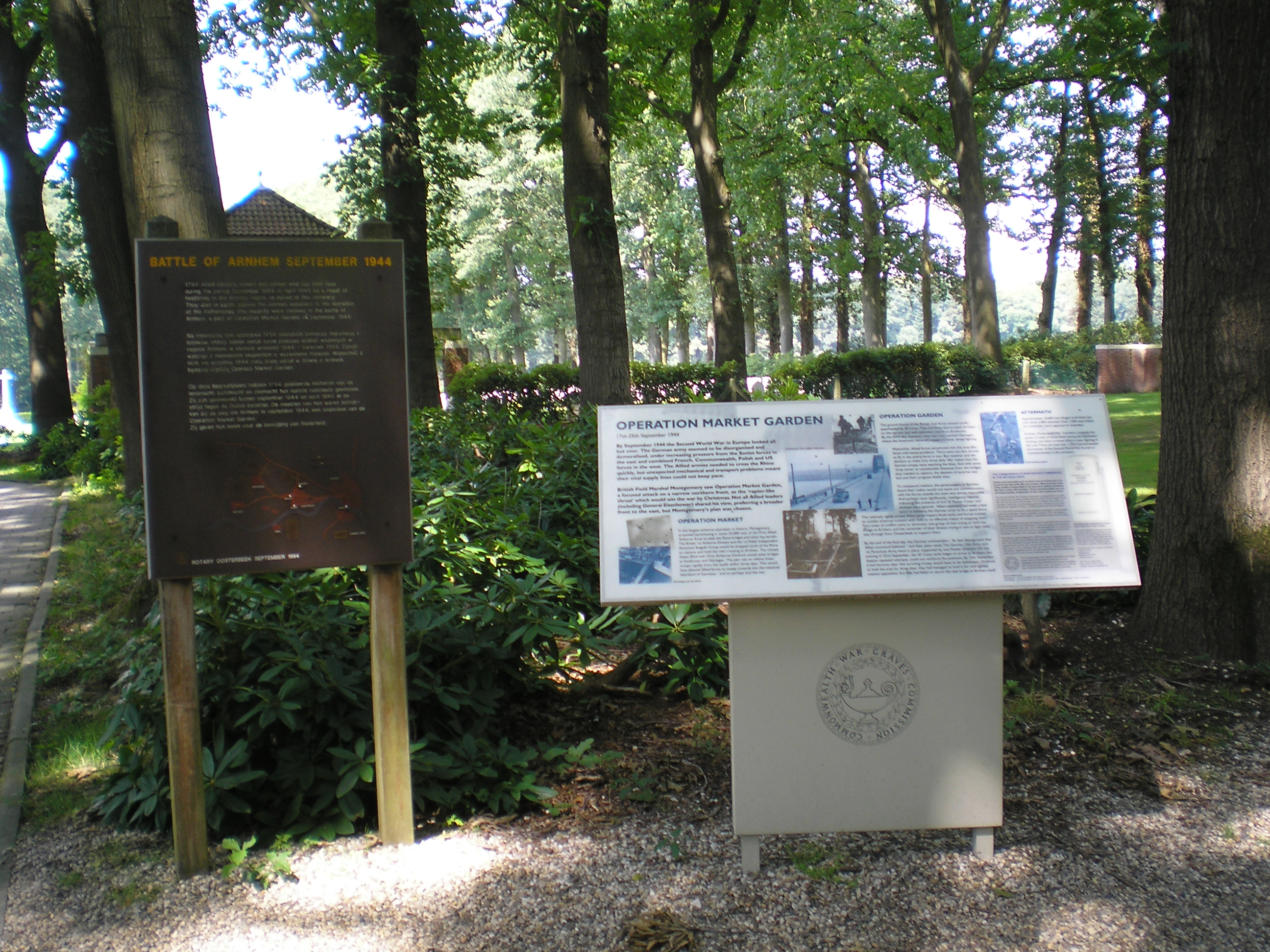
Informatieborden van de slag bij Arnhem in 1945 en Operatie Market Garden aan de Van Limburg Stirumweg
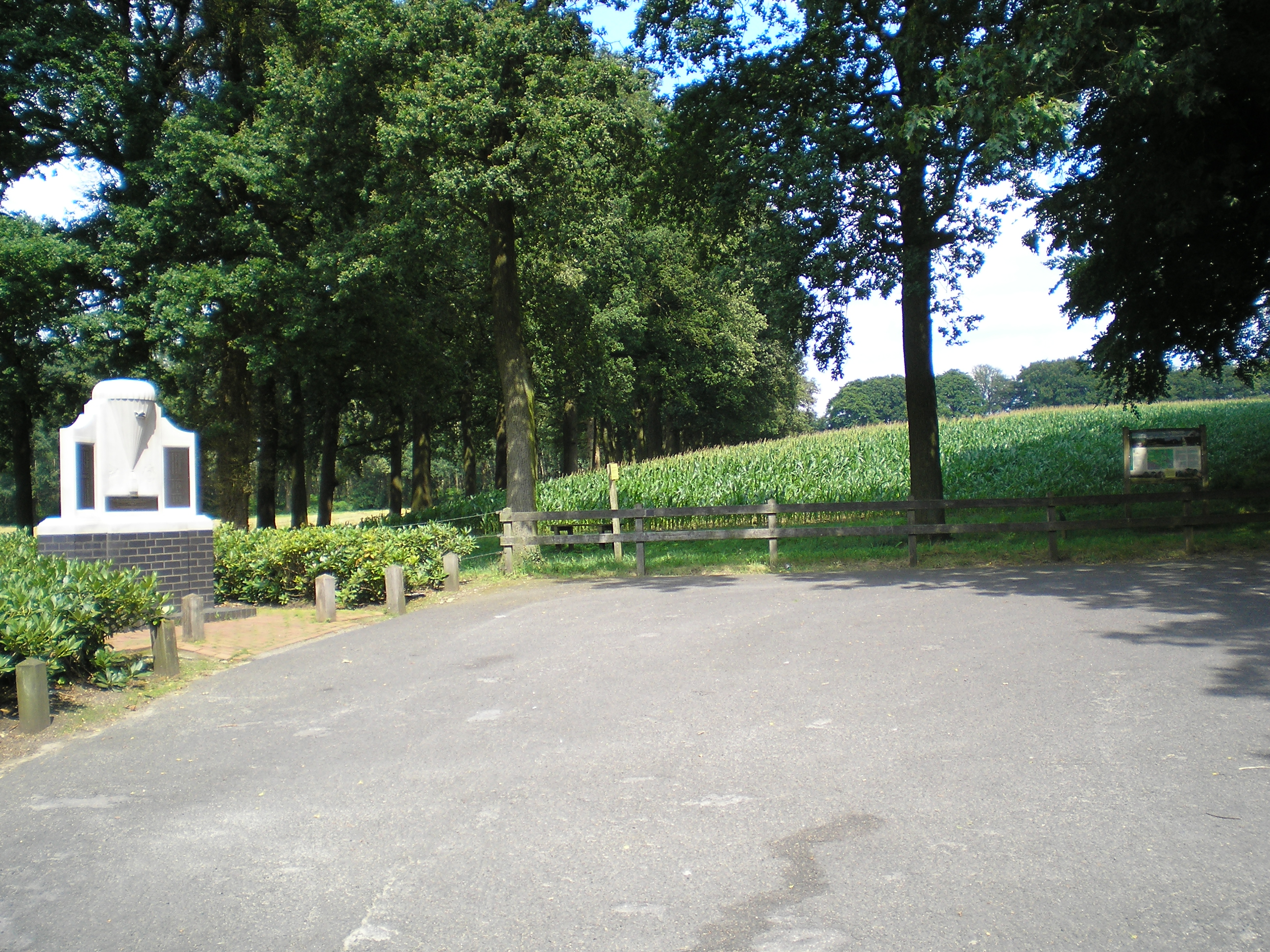
Oorlogsmonument aan de Van Limburg Stirumweg
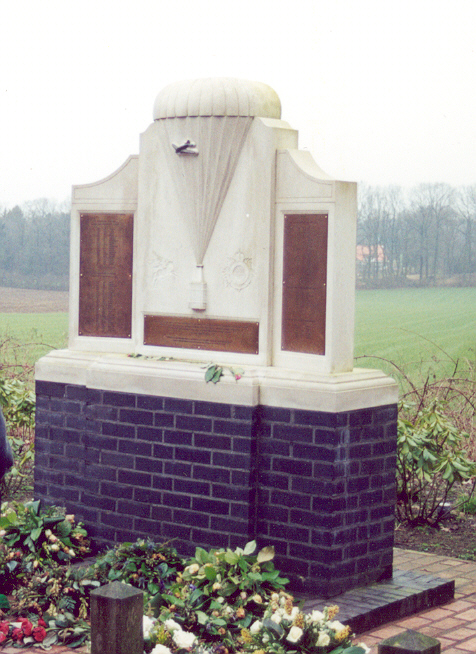
Monument voor de 79 gevallenen van het Air Despatch Squadron.